# 奎利尼烏斯
奎利尼烏斯（前50年代—21年）罗马贵族，公元6年希律四国总督希律·阿基勞斯被罢免后，奎利尼烏斯被任命为叙利亚行省总督，管辖范围包含犹太行省。当年，奎利尼烏斯在当地举行了户口登记。